# Pachyveria paradoxa
Pachyveria paradoxa là một loài thực vật có hoa trong họ Crassulaceae. Loài này được (Gossot) Rowley miêu tả khoa học đầu tiên năm 1955.